# Ferdinand Feldhofer
Ferdinand „Ferdl“ Feldhofer (* 23. Oktober 1979 in Vorau) ist ein ehemaliger österreichischer Fußballspieler auf der Position eines Innenverteidigers und nunmehriger -trainer.

## Karriere

### Verein
Sein erster Verein war der TuS Vorau. Nachdem er in der steirischen Landesliga unter Michael Petrović beim TSV Pöllau gespielt hatte, wechselte er zu seinem ersten Großklub, dem SK Sturm Graz. Anfangs wurde er nur bei den Amateuren eingesetzt, aber der damalige Trainer Ivica Osim erkannte sein Talent als zweikampfstarker Verteidiger und berief ihn in die erste Mannschaft. Sein Debüt in der ersten Kampfmannschaft absolvierte er bei einem Bundesliga-Heimspiel gegen den LASK am 4. Dezember 1998, als er gegen Ende des Matchs für Franco Foda eingewechselt wurde. 2001 weigerte er sich, den Vertrag mit Sturm vorzeitig zu verlängern, weshalb er von Präsident Hannes Kartnig in die Amateurmannschaft abgeschoben wurde, just in jener Woche, in der er zum ersten Mal in den Nationalteamkader einberufen wurde. Die Verbannung wurde zum Gerichtsfall, Feldhofer bekam Recht und Sturm wurde wegen Vertragsbruchs verurteilt.
Ablösefrei wechselte Feldhofer zum SK Rapid Wien, bei dem er zum Publikumsliebling wurde. Sein Tor zum 1:0 gegen die Admira gilt als das entscheidende im Titelkampf 2005. Danach ging er nach Tirol zum FC Wacker Innsbruck, bei dem er ab Sommer 2006 auch Kapitän war. Am 15. Mai 2008 wechselte er wieder zu seinem früheren Klub SK Sturm Graz, bei dem er nach längeren Verhandlungen einen Dreijahresvertrag unterzeichnete. Nach fünf Jahren bei den Grazern beendete er im Sommer 2013 seine aktive Karriere.

### Nationalmannschaft
International spielte Feldhofer 13-mal für die österreichische Nationalmannschaft, für die er am 27. März 2002 beim Spiel gegen die Slowakei in Graz sein Debüt gab. Seinen einzigen Treffer erzielte er am 15. November 2006 im Spiel gegen Trinidad und Tobago in Wien.

## Trainerkarriere
Nachdem er im Juni 2012 seine Ausbildung zum diplomierten A-Lizenztrainer mit ausgezeichnetem Erfolg abgeschlossen hatte, war er nach dem Karriereende als Aktiver von 2013 bis 2014 am Frank-Stronach-College (LAZ Weiz) des Steirischen Fußballverbandes in Weiz als Gruppentrainer aktiv. Danach war er zwischen 2014 und 2015 als Individualtrainer des ÖFB im Landesausbildungszentrum (LAZ) Steiermark engagiert. Am 10. Oktober 2015 wurde er als Trainer des Regionalligisten SV Lafnitz vorgestellt und übernahm dieses Amt offiziell zwei Tage später. Mit den Lafnitzern konnte er in der Saison 2017/18 Meister der Regionalliga Mitte werden und in die 2. Liga aufsteigen. Im Oktober 2019 erhielt Feldhofer die UEFA Pro-Lizenz, die als höchste Trainerlizenz Voraussetzung für die Betreuung von Profimannschaften ist.
Im Dezember 2019 wurde er Trainer des Bundesligisten Wolfsberger AC. Feldhofers Amtszeit war geprägt von Höhen und Tiefen: Am Ende der Saison 2019/20 egalisierte er mit Rang drei das beste Saisonergebnis in der Vereinsgeschichte, durch dieses Abschneiden war der Verein auch ein zweites Mal en suite für die Europa League qualifiziert. In dieser überstand man 2020/21 erstmals die Gruppenphase, im Sechzehntelfinale gegen Tottenham Hotspur schied man allerdings mit einem Gesamtscore von 1:8 aus. In der Liga waren in der Saison 2020/21 die Leistungen durchwachsen, gerade nach der Winterpause hatte Feldhofer immer öfter mit Kapitän Michael Liendl Differenzen. Die Situation eskalierte, Anfang März 2021 berücksichtigte er Liendl und die Führungsspieler Michael Novak und Christopher Wernitznig für das Cup-Halbfinale gegen den LASK nicht. Der WAC verlor das Spiel ohne die drei Spieler, tags darauf trat Feldhofer von seinem Amt zurück. Der WAC war zu diesem Zeitpunkt Tabellenfünfter mit zwei Punkten Vorsprung auf die Abstiegsgruppe.
Ende November 2021 übernahm Feldhofer den SK Rapid Wien als Nachfolger von Dietmar Kühbauer. In Wien erhielt er einen bis Juni 2023 laufenden Vertrag. Mit Rapid beendete er die Saison als Fünfter und rettete sich anschließend über das Österreich-interne Playoff in die Qualifikation zur UEFA Europa Conference League. In dieser blamierten sich die Wiener allerdings im August 2022 im Playoff gegen den Schweizer Zweitligisten FC Vaduz und verpassten somit die Gruppenphase. Nach elf Ligaspielen in der Saison 2022/23 trennte sich Rapid im Oktober 2022 von Feldhofer, der Klub lag zu jenem Zeitpunkt auf Rang sieben und somit außerhalb der Plätze für die Meistergruppe.
Im Juni 2024 wurde Feldhofer Trainer des georgischen Erstligisten Dinamo Tiflis, der zu dieser Zeit gerade auf Rang 5 der georgischen Zehnerliga rangierte. Bei seinem ersten Auslandsengagement konnte sich der gebürtige Steirer kaum durchsetzen. Mit dem 19-fachen georgischen Meister verlor er bereits wenige Tage nach Amtsantritt das georgische Supercupfinale gegen Torpedo Kutaissi. Auch danach konnte er sich mit der Mannschaft nicht im oberen Tabellenteil etablieren und war mit dem Team zum Saisonende hin nahe an einem Relegationsplatz. Kurz nachdem er mit Dinamo Tiflis das Finale des georgischen Fußballpokals 2024 gegen den FC Spaeri Tiflis, einen Zweitligisten, verloren hatte, fuhr er im letzten Meisterschaftsspiel gegen den FC Gagra die vierte Liganiederlage in Folge ein und hatte mit dem Team insgesamt bereits sieben Meisterschaftsspiele in Folge nicht mehr gewonnen. Nachdem Dinamo Tiflis knapp der Relegation entgangen war, wurde Feldhofers Vertrag in Georgien aufgelöst.
Er wechselte daraufhin umgehend zum belgischen Erstligisten Cercle Brügge und unterschrieb dort einen Vertrag bis Saisonende mit Option auf eine weitere Spielzeit. Bei den Belgiern war er nach Dominik Thalhammer und Miron Muslić bereits der dritte österreichische Trainer in Folge. Zum Zeitpunkt der Übernahme der Mannschaft rangierte diese auf dem vorletzte Tabellenplatz und war damit vom Abstieg bedroht. Unter Feldhofer konnte die Mannschaft sowohl in den letzten beiden Spielen der Ligaphase der UEFA Conference League 2024/25 passable Ergebnisse erzielen und verlor auch in der Liga in den nachfolgenden sieben Meisterschaftspartien ungeschlagen. Dadurch arbeitete sich Cercle in der Liga bis ins Mittelfeld vor, wobei die Mannschaft unter dem Österreicher nur eines der ersten elf Ligaspiele unter seiner Führung verlor. Der Großteil der Begegnungen endete jedoch in Unentschieden, weshalb Cercle langsam wieder auf die hinteren Tabellenplätze abzurutschen drohte. Ein knappes Ausscheiden im Achtelfinale der Conference League sowie zwei Niederlagen gegen den Stadtrivalen Club Brügge und den RSC Anderlecht besiegelten Feldhofers Aus am 17. März 2025. Zuletzt hatte die Mannschaft nur eines von zehn Pflichtspielen gewonnen.
Nur wenige Tage nach seiner Entlassung in Belgien übernahm Feldhofer Ende März 2025 den österreichischen Bundesligisten Grazer AK.

## Erfolge

### Als Spieler
- Österreichischer Meister: 1997/98, 1998/99, 2010/11 (Sturm Graz) und 2004/05 (Rapid Wien)
- Österreichischer Cupsieger: 1998/99 und 2009/10 (Sturm Graz)

### Als Trainer
- Meister der Regionalliga Mitte 2017/18 und Aufstieg in die 2. Liga